# Dunbarov broj
Dunbarov broj je broj članova prvobitne ljudske zajednice, nazvan prema britanskom primatologu Robinu Dunbaru koji je na temelju relativne veličine ljudskog neokorteksa procijenio da je ljudski mozak baždaren na život u grupi od približno 150 jedinkâ. Robin Dunbar utvrdio je da veličina majmunskog čopora raste s relativnom veličinom neokorteksa primata. Drugim riječima, napredniji primati žive u većim zajednicama. Na temelju dobivene korelacije, ekstrapolacijom je utvrdio da je ljudski neokorteks adaptiran na približno 150 jedinkâ.